# Milejczyce
Milejczyce [pronunciación en polaco: /mʲilɛi̯ˈt͡ʂɨt͡sɛ/] (en bielorruso: Мілейчыцы; Podlachian: Miliêčyčy, en ucraniano: Милейчичі: Mylejchychi) es un pueblo en el Distrito de Siemiatycze, Voivodato de Podlaquia, en el noreste de Polonia. Es la sede de la gmina (distrito administrativo) llamado Gmina Milejczyce. Se encuentra aproximadamente 21 kilómetros al noreste de Sieatycze y 67 kilómetros al sur de la capital regional, Białystok.
Según el censo de 1921, el pueblo estaba habitado por 1.180 personas, entre quienes 32 eran católicos, 500 ortodoxos, y 648 judíos. Al mismo tiempo, 499 habitantes declararon nacionalidad polaca, 241 bielorrusa y 440 judía. Había 224 edificios residenciales en el pueblo.  Los alemanes invadieron Milejczyce en 1941 después de la ocupación soviética que tuvo lugar en septiembre de 1939. La población judía en el tiempo de la ocupación alemana era de más de 1200.  En noviembre de 1942, la mayoría fue llevada a un campo de tránsito y luego enviado a su muerte en Treblinka. Todos fueron inmediatamente asesinados.  Unos cuantos se habían escondido del transporte, pero se considera que el número de los supervivientes judíos de la ciudad fue muy bajo.
El pueblo tiene una población de 1,100 habitantes.